# Мбануве Мбалеиваваланги
Рату Мбануве Мбалеиваваланги (? — 1803) — второй правитель (вунивалу) фиджийского государства Мбау, сын полулегендарного правителя Мбау Наулатикау. Отец будущих вунивалу Науливоу и Таноа, а также дед первого короля Фиджи Такомбау.
Мбануве Мбалеиваваланги правил государством Мбау с 1770 года, придя к власти после смерти своего отца Наулатикау. Эффективным способом присоединения к Мбау новых земель, практикуемым Мбануве, было заключение династических браков между его родственниками и представителями других фиджийских кланов. Благодаря этому под контроль вунивалу перешли острова Ломаивичи, остров Вити-Леву и другие острова архипелага. После смерти Мбануве Мбалеиваваланги в 1803 году вунивалу Мбау стал его старший сын Науливоу.